# Финни, Томми
Томас Финни (англ. Thomas Finney; род. 6 ноября 1952, Белфаст) — североирландский футболист и футбольный тренер, выступавший на позиции полузащитника.

## Карьера

### Клубная карьера
Во взрослом футболе дебютировал в 1971 году в клубе «Крусейдерс», за который выступал на протяжении двух первых сезонов своей игровой карьеры. В сезоне 1972/73 вместе с командой завоевал титул чемпиона Северной Ирландии.
В 1973 году перешёл в английский клуб «Лутон Таун», за который выступал на протяжении одного сезона, после чего присоединился к «Сандерленду». В 1976 году подписал контракт с клубом «Кембридж Юнайтед», за который выступал на протяжении следующих восьми сезонов, сыграв в 268 матчах. В 1984 году ненадолго перешёл в «Брентфорд», после чего вернулся в состав команды клуба «Кембридж Юнайтед», где и завершил карьеру футболиста в 1986 году.

### Карьера в сборной
В 1974 году дебютировал в официальных матчах в составе национальной сборной Северной Ирландии. В 1982 году был включён в состав команды, представлявшей страну на чемпионате мира в Испании, но не сыграл ни в одном матче турнира.
Всего в составе сборной принял участие в 14 матчах, отметившись двумя забитыми мячами.

### Тренерская карьера
В 1993—1995 годах возглавлял тренерский штаб английского футбольного клуба «Хистон».

## Достижения
«Крусейдерс»
- Чемпион Северной Ирландии: 1972/73